# Epidèmia de còlera de 2016-2020 al Iemen
A l'octubre 2016, va començar un brot de còlera al Iemen. Cap a mitjans de març de 2017 el brot estava disminuint, però va reaparèixer el 27 d'abril de 2017 –segons sembla després que el sistema de clavegueram de la capital, Saná, deixés de funcionar– i seguia actiu al juny de 2017.
El 24 de juny de 2017, UNICEF i l'OMS va estimar el nombre total de casos al país per sobre dels 200.000, amb 1.300 morts i 5.000 casos nous tots els dies. Les dues agències van declarar que era «el pitjor brot de còlera al món». Aproximadament la meitat dels casos, i una quarta part de les morts, han estat nens.
A 12 de juny de 2017, l'índex de mortalitat del brot és del 0,7%, però la mortalitat és substancialment més alta en persones majors de 60 anys (3.2%). El serotipus de la bacteria Vibrio cholerae implicat en el brot és el Ougawa. Un total de 268 districtes de 20 de les 23 governacions del país han tingut casos a data de 21 de juny de 2017; la meitat d'ells provenen de les governacions d'Amanat Al Asimah (la capital Saná), al-Hudayda, 'Amran i Hajjah, totes elles situades a l'oest del país.
UNICEF i l'OMS han atribuït l'esclat a la desnutrició i la reculada en els sistemes de sanejament i d'aigua neta a causa del conflicte actual del país. Els impactes del brot s'han vist exacerbats per l'esfondrament dels serveis de salut iemenites, on molts treballadors de salut porten mesos sense cobrar.